# Chung Jong-son
Chung Jong-son (en hangul, 정종선; en hanja, 鄭 鍾先; nacido el 20 de marzo de 1966 en Jinju, Gyeongsang del Sur) es un exfutbolista y actual entrenador surcoreano. Jugaba de centrocampista y su último club fue el Anyang LG Cheetahs de Corea del Sur. Actualmente no dirige a ningún equipo.
Chung fue internacional absoluto por la selección de Corea del Sur entre 1993 y 1994.

## Selección nacional
Formó parte del plantel que jugó la Copa Mundial de 1994.

#### Participaciones en fases finales
| Torneo                         | Sede           | Resultado    | Partidos | Goles |
| ------------------------------ | -------------- | ------------ | -------- | ----- |
| Copa Mundial de Fútbol de 1994 | Estados Unidos | Primera fase | 1        | 0     |

## Clubes
| Club                  | País          | Año       |
| --------------------- | ------------- | --------- |
| POSCO Atoms           | Corea del Sur | 1985      |
| Hyundai Horang-i      | Corea del Sur | 1989-1994 |
| Chonbuk Hyundai Dinos | Corea del Sur | 1995-1997 |
| Anyang LG Cheetahs    | Corea del Sur | 1998      |